# Faalj

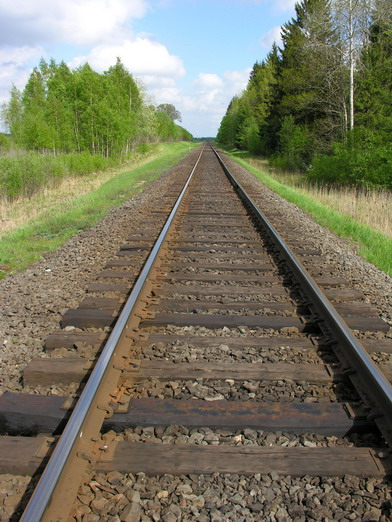
Faaljas pálya

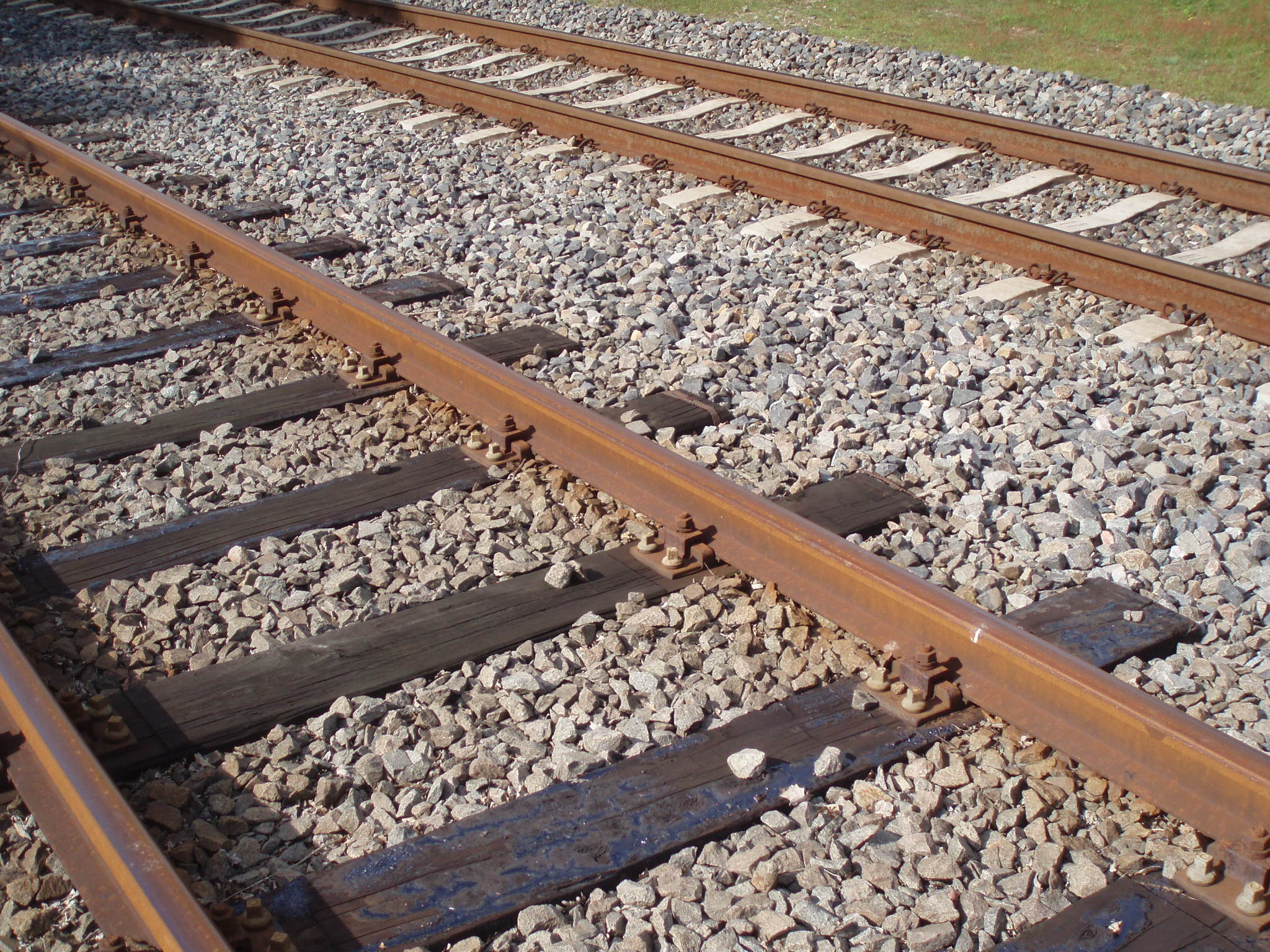
Két vasúti pálya egymás mellett, a felépítményeikben a kétféle technológia keresztaljaival: a bal oldali vágány talpfákkal, a jobb oldali vágány vasbetonaljakkal készült

A faalj (a köznyelvben talpfa) a legrégebbi és legáltalánosabban használt fajtája a vasúti keresztaljaknak, amelyekre a vasúti síneket erősítik.

## Anyaga
Készülhetnek keményfából (tölgy, bükk, akác, cser) vagy puhafából (erdei-, fekete- vagy vörösfenyő). A faanyagok idejekorán elkezdődő rothadását úgy előzik meg, hogy a fákat a nedvkeringésük szünetében vágják ki. A ledöntött fákat 6–10 hónapig a helyszínen tárolják, hogy kellően kiszáradjanak.

## Mérete
A megfelelően kiszáradt farönkökből éles vagy tompított élű, hasáb alakú gerendákat vágnak. A faaljak hosszát elsősorban a beépítés helyén lévő vágány jellege határozza meg. Normál nyomtávolságú folyópályákba főként 2,60 m hosszú aljakat, de kisebb terhelésű vonalakon akár 2,40 m hosszú talpfákat is beépítenek. Keskeny nyomtávolságú vasutakon 1,50  vagy még ennél is rövidebb talpfákat használnak.
Kitérőkbe régebben főleg faaljakat építettek, amelyek egy része normálméretű (2,60 m), nagyobb részben azonban változó hosszúságú speciális aljak, amelyeket közkeletű elnevezéssel váltófának hívnak. Méretük egyszerű és átszelési kitérők esetében 2,80 m-től 4,40 m-ig terjed, viszont vágánykapcsolatokban előfordul ezeknél jóval nagyobb, négynél több sínszálat alátámasztó, akár 5,40 m hosszúságú faalj is. A szabályos kitérőaljakat 20 centiméterenként változó hosszban fűrészelik.

## Telítése
A kártevők és gombák ellen a faaljakat védeni kell. A faanyagot gombapusztító anyagokkal telítik, így az alj a pályában jóval több időt tölthet, akár 30-35 évet is.  Gyakran áztatják kátrányba is, amely szintén a rothadás, korhadás, de legfőképpen a csapadék farostokba jutása ellen véd.

## Előnye és hátránya
Előnye a vasbetonaljakkal szemben a nagyobb rugalmasság, a kisebb tömeg miatt a könnyebb szállítás és rakodás. A faalj könnyen megmunkálható, például rövidíthető egymáshoz közel épített kitérők esetén, vagy kapacsolható átmeneti aljak, illetve hídfák készítésénél. Előnye továbbá, hogy nem feltétlenül szükséges az előfúrás, illetve a sín lerögzítését biztosító csavarok helyének gyártáskori meghatározása. A betonaljak tekintetében ezt már az öntés idején meg kell határozni, így a helyszínen nincs lehetőség az alj felhasználási területének változtatására. A sín lerögzítése sokszor szegekkel történik (kis forgalmú mellékvonalakon, kisvasutakon) így ez a talpfa teljes felületén beütésre kerülhet, ellenben a betonaljjal.
Hátránya a rövid élettartam, a telítés ellenére korhadásra és gombásodásra érzékeny, gyúlékony, valamint a fában szegény országokban magas az ára. Magyarországon a normál talpfa ára mintegy kétszerese a vasbetonaljénak. Jelenleg érvényes előírások szerint hézagmentesített felépítmény nem alakítható ki faaljakkal, így csak hevederes pályába építhetők be, a maximálisan engedélyezett sebesség 80 km/h lehet rajtuk.[forrás?] Magyarországon legfőképpen mellékvonalakon, illetve keskeny nyomközű vonalakon találkozhatunk velük, ahol a faalj gyakran a teljes vasútvonalon megtalálható, csak 1-2 helyen szakítják meg betonaljas beépítések.